# Interleukin 37
Interleukin 37 (IL-37), známý též jako 7. člen rodiny interleukinu 1 (IL-1F7), je protizánětlivý cytokin patřící do cytokinové rodiny interleukinu 1. Je produkován mnohými imunitními i neimunitními buňkami.

## Genová lokalizace a struktura
Gen IL-37 je u člověka lokalizován na dlouhém raménku 2. chromosomu (2q 14.1). Doposud nebyl nalezen homologní gen v myším genomu. IL-37 má 6 exonů, je alternativně sestřižen a tvoří 5 různých sestřihových variant: IL-37a-e. IL-37b je největší a nejstudovanější varianta genu IL-37. IL-37a, IL-37b a IL-37d mají typickou strukturu beta barelu kódovanou 4., 5. a 6. exonem. Tato struktura, vyskytující se napříč rodinou interleukinu 1, umožňuje vazbu na receptor, a proto se očekává, že tyto varianty mají biologickou funkci. IL-37c a IL-37e postrádají exon 4 a netvoří tedy strukturu beta barelu potřebnou pro vazbu na cytokinový receptor.

## Genová exprese
IL-37a,b,c jsou exprimovány v různých tkáních, například v brzlíku, plicích, tlustém střevu, děloze nebo kostní dřeni. IL-37 produkován imunitními buňkami: přirozenými zabíječi (NK), aktivovanými B buňkami nebo monocyty, může být produkován také neimunitními buňkami - keratinocyty nebo buňkami epitelu. K plné aktivaci IL-37 je potřeba naštěpení prekurzorové formy pomocí kaspázy-1.
Některé formy IL-37 jsou tkáňově specifické:
IL-37a - mozek
IL-37b - ledviny, kostní dřeň, krev, kůže, dýchací a urogenitální trakt
IL-37c - srdce
IL-37d - kostní dřeň, varlata

## Funkce
IL-37 byl objeven nedávno, a proto podrobné mechanismy jeho fungování nejsou plně objasněny. IL-37a IL-37b jsou protizánětlivými cytokiny s mnohými pleiotropními funkcemi. Tento cytokin funguje, jak extracelulárně, tak intracelulárně v jádře.

### Translokace IL-37 do jádra
Kaspázou-1 naštěpený IL-37 translokuje do buněčného jádra, kde tvoří funkční komplex se Smad3. Tento komplex inhibuje STAT signalizaci a snižuje fosforylaci p38, JNK, ERK,  p53, Syk, Akt nebo mTOR. Dochází k ovlivnění buněčné proliferace, transkripce, buněčného metabolismu a cytokinové exprese. Snižuje se exprese prozánětlivých cytokinů jako je například IL-1β nebo IFN-γ 

### Interakce IL-37 s IL-18 receptorem
IL-37 má dva podobné aminokyselinové zbytky s IL-18, a proto se může IL-37 vázat na alfa podjednotku receptoru pro IL-18 (IL-18Rα). Vazba má ale mnohem nižší afinitu v porovnání s IL-18. IL-37b interaguje s IL-18 vazebným proteinem (IL-18BP), který je antagonistou IL-18. Vazba IL-37b s IL-18BP a IL-18Rα zvyšuje efekt IL-18BP a znemožňuje navázání IL-18 na svůj receptor.

## Negativní regulace
IL-37c má stejné sestřihové místo jako IL-37b a IL-37d. Prekurzorové formy spolu soupeří o sestřihové místo kaspázy-1, a tím dochází k negativní regulaci IL-37b a IL-37d.

## Klinický význam
Vlastnosti protizánětlivého IL-37 jsou studovány v souvislosti s nádorovými i autoimunitními onemocněními.

### Autoimunitní onemocnění
Studie uvádějí změněné hladiny IL-37 v souvislosti s nespecifickými střevními záněty (IBD). IL-37 je také zkoumám v souvislosti s revmatoidní artritidou, systémovým lupusem erythrematodes nebo Gravesovou-Basedowovou chorobou. Výsledky poukazují na složitou biologickou funkci IL-37 v autoimunitních onemocněních, zdá se však, že IL-37 tlumí zánětlivou reakci a zlepšuje průběh autoimunitních onemocnění. Snížené hladiny IL-37 jsou asociovány s horší prognózou onemocnění. Zdá se, že IL-37 je regulujícím cytokinem udržujícím imunitní homeostázi organismu.

### Nádorová onemocnění
IL-37 má protinádorový efekt. Například u vzorků 163 pacientů s hepatocelulárním karcinomem (HCC) byly pozorovány zvýšené hladiny IL-37 u pacientů s lepší prognózou, snížená hladina byla považována za nezávislý rizikový faktor pro horší prognózu.